# Чемпіонат Європи з боксу 1959
XIII чемпіона́т Євро́пи з бо́ксу проходив у Люцерні (Швейцарія) з 24 по 31 травня 1959 року. У змаганнях, організованих Європейською асоціацією любительського боксу (ЄАЛБ, англ. EABA),
взяли участь 180 спортсменів з 25 країн.

## Особистий залік
| Вагова категорія                            | Золото                       | Срібло                  | Бронза                                               |
| ------------------------------------------- | ---------------------------- | ----------------------- | ---------------------------------------------------- |
| Найлегша вага (— 51 кілограмів)             | Манфред Гомберг ФРН          | Д'юла Терек Угорщина    | Адам Макклін Ірландія Володимир Стольников СРСР      |
| Легша вага (— 54 кілограмів)                | Хорст Рашер ФРН              | Олег Григор'єв СРСР     | Міодраг Мітрович Югославія Зигмунт Завадський Польща |
| Напівлегка (— 57 кілограмів)                | Єжи Адамський Польща         | Петер Гошка ФРН         | Ендрю Янкер Франція Орхан Тус Туреччина              |
| Легка вага (— 60 кілограмів)                | Оллі Мякі Фінляндія          | Дімітр Велінов Болгарія | Ференц Келнер Угорщина Іосіф Міхаліч Румунія         |
| Перша напівсередня вага (— 63,5 кілограмів) | Володимир Енгібарян СРСР     | П'єро Бранді Італія     | Руперт Кеніґ Австрія Іштван Югац Угорщина            |
| Напівсередня вага (— 67 кілограмів)         | Лешек Дрогош Польща          | Кармело Боссі Італія    | Бруно Гусе НДР Гаррі Перрі Ірландія                  |
| Перша середня вага (— 71 кілограмів)        | Ніно Бенвенуті Італія        | Генрік Дампц Польща     | Драгослав Яковлевич Югославія Рольф Каролі НДР       |
| Середня вага (— 75 кілограмів)              | Геннадій Шатков СРСР         | Тадеуш Валасек Польща   | Колм Маккой Ірландія Гаррі Скотт Англія              |
| Напівважка вага (— 81 кілограмів)           | Збігнев Петшиковський Польща | Георге Негреа Румунія   | Леонід Сенькін СРСР Джуліо Сарауді Італія            |
| Важка вага (понад 81 кілограм)              | Андрій Абрамов СРСР          | Девід Томас Англія      | Йозеф Нємец ЧССР Владислав Єндржиєвський Польща      |

## Командний залік
| Місце | Держава        |    |    |    | Разом |
| ----- | -------------- | -- | -- | -- | ----- |
| 1     | Польща         | 3  | 2  | 2  | 7     |
| 2     | СРСР           | 3  | 1  | 2  | 6     |
| 3     | ФРН            | 2  | 1  | 0  | 3     |
| 4     | Італія         | 1  | 2  | 1  | 4     |
| 5     | Фінляндія      | 1  | 0  | 0  | 1     |
| 6     | Угорщина       | 0  | 1  | 2  | 3     |
| 7     | Румунія        | 0  | 1  | 1  | 2     |
| 7     | Англія         | 0  | 1  | 1  | 2     |
| 9     | Болгарія       | 0  | 1  | 0  | 1     |
| 10    | Ірландія       | 0  | 0  | 3  | 3     |
| 11    | НДР            | 0  | 0  | 2  | 2     |
| 11    | СФРЮ           | 0  | 0  | 2  | 2     |
| 13    | Австрія        | 0  | 0  | 1  | 1     |
| 13    | Туреччина      | 0  | 0  | 1  | 1     |
| 13    | Франція        | 0  | 0  | 1  | 1     |
| 13    | Чехословаччина | 0  | 0  | 1  | 1     |
| Разом | 16 держав      | 10 | 10 | 20 | 40    |